# Lavena Ponte Tresa

Lavena. Historisches Luftbild von Werner Friedli (1964)

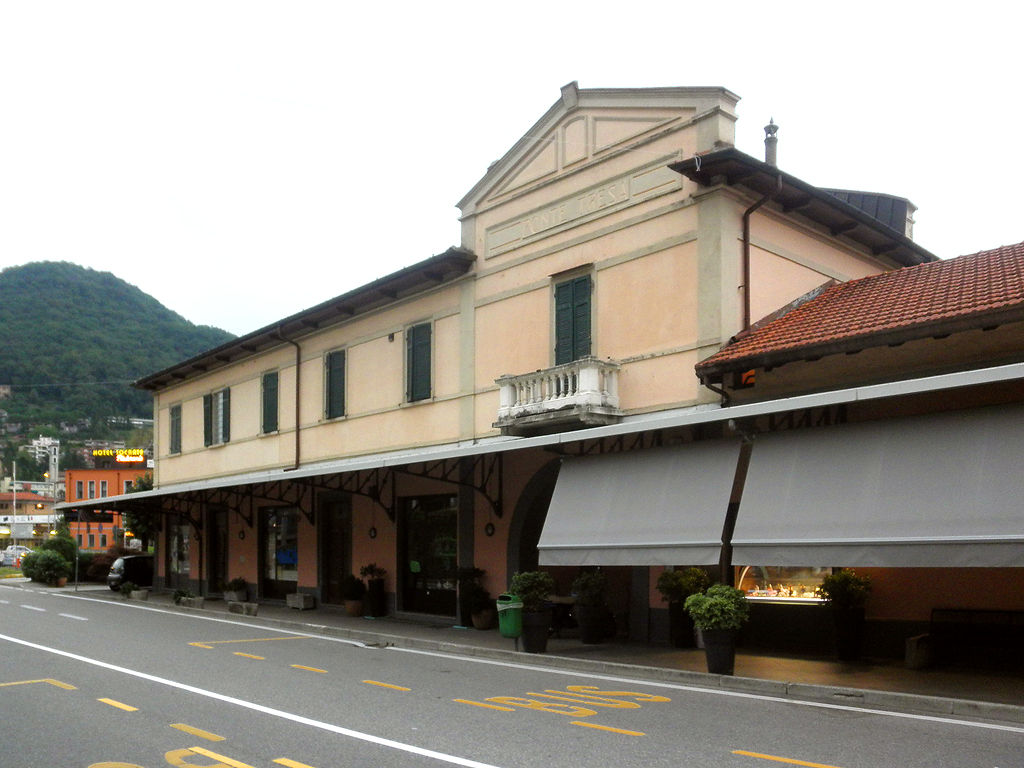
Ehemaliger Bahnhof Ponte Tresa-Lavena–Varese

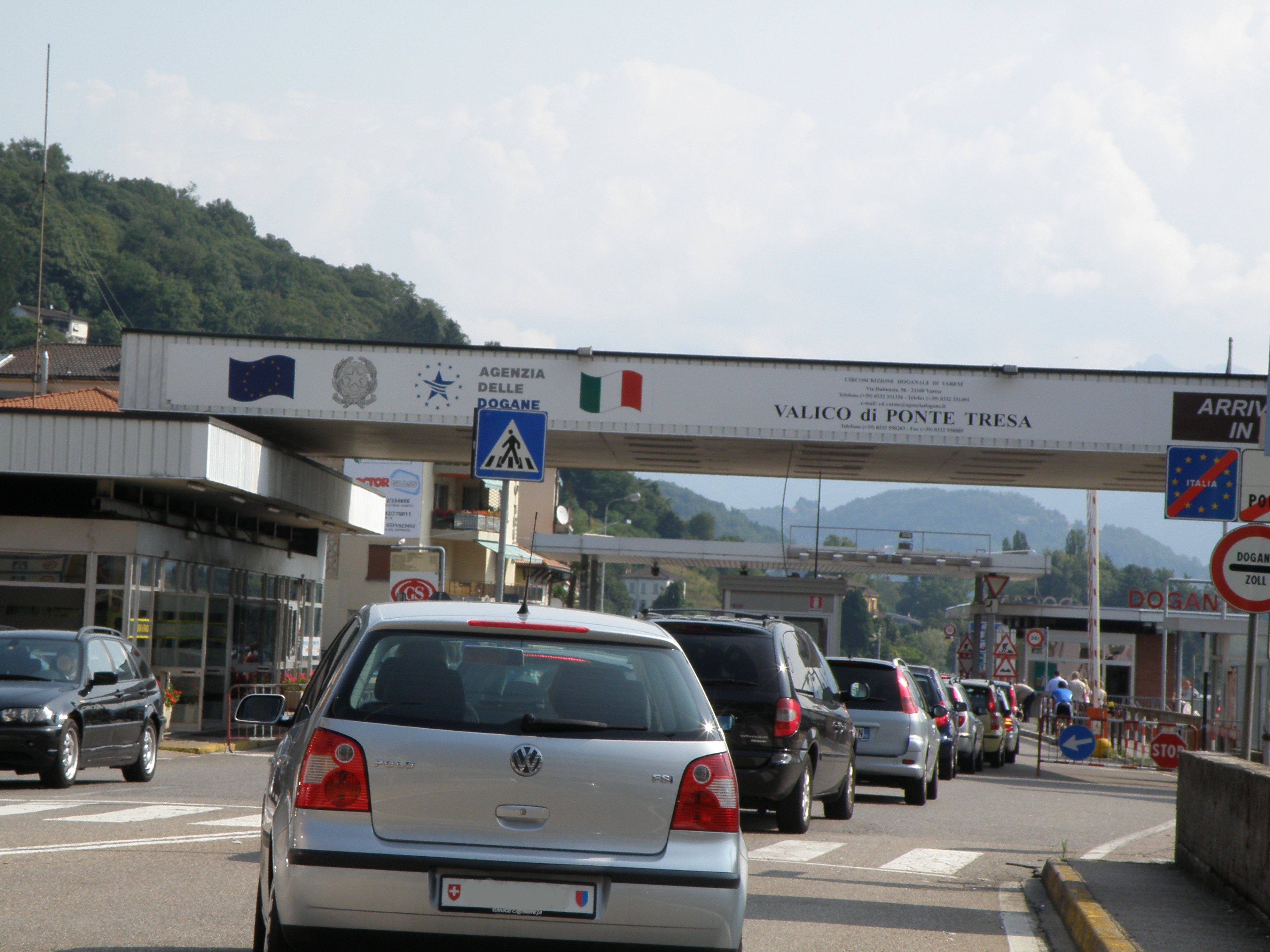
Grenze Lavena-Ponte Tresa

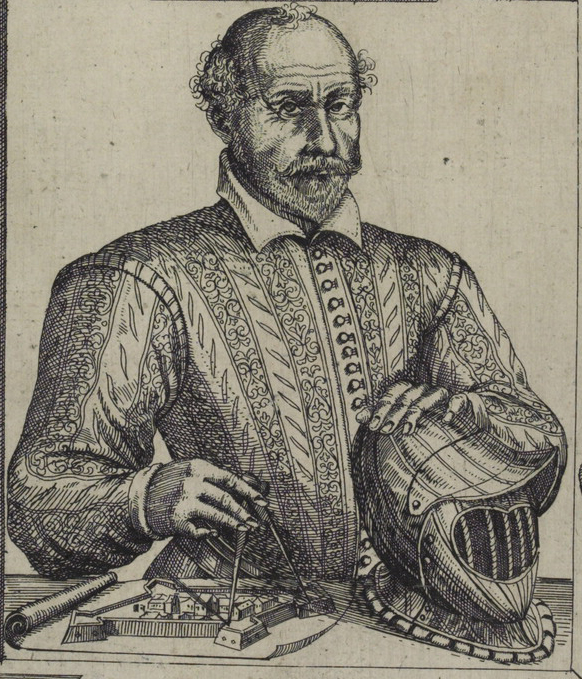
Agostino Ramelli

Lavena Ponte Tresa ist eine italienische Gemeinde (comune) in der Provinz Varese in der Region Lombardei.

## Geographie
Ponte Tresa befindet sich dort, wo die Tresa aus dem Luganersee fließt. Der Fluss bildet auch die Staatsgrenze zwischen der Schweiz und Italien. Ponte Tresa ist daher zweigeteilt und bedeckt eine Fläche von 4 km². Zu Lavena Ponte Tresa gehören die Fraktionen  (Ortslagen) Lavena, Le Cantine, Piacco und Ponte Tresa. Die Nachbargemeinden sind Brusimpiano, Cadegliano-Viconago, Caslano (CH-TI), Marzio und Tresa (CH-TI).

## Geschichte
Die Gemeinde besteht aus zwei verschiedenen Zentren: Lavena, das der historische Ursprung der Gemeinde ist, und Ponte Tresa. Die erste hat zwei Wohngebiete als historisches Zentrum. Die Ortschaft Castello, die auf das 12. Jahrhundert datiert werden kann, und die Ortschaft Villa, die in der ersten Hälfte des 18. Jahrhunderts entstanden ist. Ponte Tresa hat einen viel jüngeren Ursprung, es entstand 1846, nach dem Bau der Brücke über den Fluss Tresa.
Lavena war Teil des Lehens Val Travaglia, das 1438 von Filippo Maria Visconti an den Grafen von Locarno Franchino Rusca vergeben wurde. Ab 1583 ging das Gebiet in den Besitz der Familie Marliani über, da es zum Lehen der Quattro Valli, einer Gruppe des Val Marchirolo, gehörte. Das Gebiet von Lavena wurde nach den Antworten auf die 45 Fragen von 1751 der II. Junta der Volkszählung an Giovanni Emanuele Marliani belehnt, an den er 25 Lire und 5 Soldi als Gemeindezensus zahlte. Die Justiz wurde von dem in Luino ansässigen Feudalrichter ausgeübt, der ein Gehalt von viereinhalb Lire erhielt. Die straf- und zivilrechtliche Bank hatte ihren Sitz ebenfalls in Luino.
Den Antworten zufolge gehörte die Gemeinde mit etwa 400 Einwohnern zur kleinen Gemeinde Marzio und hieß Lavena con Marzio. Das Gebiet galt lange Zeit als einzigartig, wie ein Dokument aus dem Jahr 1535 belegt. Im Titel der Gesamtkarte des so genannten Teresianischen Grundbuchs, das im Staatsarchiv von Varese aufbewahrt wird, heißt es: Lavena con Murzio [sic] Valtravaglia, aber der Hinweis auf Marzio wurde später aus dem Titel entfernt. Sowohl die Karten der ersten als auch der zweiten Station enthielten jedoch nur den Namen Lavena (Virtual Area). In der Gemeinde gab es einen Konsul, der alle Familienoberhäupter zusammenrief, wenn Angelegenheiten der Gemeinde zu regeln waren. Mindestens zwei Drittel der Vorgeladenen mussten an der Sitzung teilnehmen, ebenso wie die ersten Schätzer. Die Verwaltung und Verteilung der Steuern wurde einem Bürgermeister übertragen, der auch als Kanzler fungierte und am Ort wohnte. Der Bürgermeister führte auch die Aufzeichnungen und erhielt dafür 30 Lire.
Nach der vorübergehenden Vereinigung der lombardischen Provinzen mit dem Königreich Sardinien wurde die Gemeinde Lavena-Ponte Tresa mit 673 Einwohnern, die von einem fünfzehnköpfigen Gemeinderat und einem zweiköpfigen Stadtrat verwaltet wird, auf der Grundlage der durch das Gesetz vom 23. Oktober 1859 festgelegten Gebietsaufteilung in das Mandamento II von Arcisate, Bezirk II von Varese, Provinz Como, eingegliedert. Bei der Verfassung des Königreichs Italien im Jahr 1861 hatte die Gemeinde 703 Einwohner (Volkszählung 1861). Nach dem Gemeindegesetz von 1865 wurde die Gemeinde von einem Bürgermeister, einer Junta und einem Rat verwaltet. Im Jahr 1867 wurde die Gemeinde in denselben Bezirk, Kreis und dieselbe Provinz eingegliedert (Verwaltungsbezirk 1867).
Im Jahr 1924 wurde die Gemeinde in den Bezirk Varese der Provinz Como eingegliedert. Nach der Gemeindereform von 1926 wurde die Gemeinde von einem Podestà verwaltet. Im Jahr 1927 wurde die Gemeinde der Provinz Varese zugeschlagen. Bis 1927 behielt die Gemeinde den Namen Lavena bei, danach nahm sie den Namen Lavena-Ponte Tresa an (R. D. 10. März 1927, Nr. 395). Nach der Gemeindereform von 1946 wurde die Gemeinde Lavena-Ponte Tresa von einem Bürgermeister, einer Junta und einem Gemeinderat verwaltet. Im Jahr 1971 hatte die Gemeinde Lavena-Ponte Tresa eine Fläche von 442 Hektar.

## Bevölkerung
| Jahr      | 1751 | 1805 | 1853 | 1881 | 1901 | 1931 | 1951 | 1971 | 1981 | 1991 | 2001 | 2011 | 2019 | 2021 |
| Einwohner | 400  | 384  | *657 | 960  | 1232 | 1119 | 1306 | 4629 | 5043 | 5188 | 5227 | 5414 | 6035 | 5831 |

- Fusion mit Brusimpiano im Jahr 1812

## Sehenswürdigkeiten
- Pfarrkirche Santi Pietro e Paolo
- Kirche Madonna della Porta
- Kirche des Kruzifix

## Persönlichkeiten
- Agostino Ramelli (* 1531 in Ponte Tresa, Italien; † 1600), ein Ingenieur, der das Bücherrad erfand. Dieses wird heute als ein Vorläufer des Hypertext verstanden.

- Familie Trolli
  - Francesco Trolli (* um 1700 in Lavena; † nach 1741 ebenda ?), Sohn von Nicolao, Baumeister in Turin zusammen mit Francesco Maria Righino aus Marzio und Ludovico Toniacca aus Lugano[2]
  - Giuseppe Trolli (* um 1705 in Lavena; † nach 1741 ebenda ?), Sohn von Marco, Bauunternehmer in Turin zusammen mit Giacomo Righino[3]
  - Santo Trolli (* 1804 in Lavena; † 1832 in Paris), Maler, Zeichner und Porträtist[4]